# Чиг-кёфте
Чиг-кёфте (тур. Çiğ köfte, арм. չի քուֆթա, ассир. ܐܰܟܺܝܢ Acin; курд. çîgê goşt, çîk, kutilka rihayê, kufteya çîkê, ecîn) — блюдо турецкой и курдской кухни, сырые котлетки или тефтели (кюфта) с овощами. Подают как закуску или мезе.
Традиционно их готовят из говядины или ягнёнка. Однако из-за различных заболеваний, которые могут возникнуть из-за употреблений сырого мяса, особенно связанных с прионами и тениоза, также начали производить постные сорта чиг-кёфте. В этом виде внешний вид и вкус мясных сырых тефтелей имитируются с помощью различных соусов и специй, а также молотых грецких орехов. Продажа сырых фрикаделек с мясом запрещена в Турции решением Минздрава в 2008 году.

## Этимология
В турецком языке çiğ («чи») означает «сырой», а köfta происходит от классического персидского kōfta (کوفته), и, в конечном счёте, от праиндоевропейского корня глагола kōftan (کوفتن), «растереть» или «перемолоть».

## Мясной вариант
Для приготовления требуется качественная говядина, так как она подаётся в сыром виде. Перед измельчением говядины из неё удаляют сухожилия и жир. Поскольку ягнёнок считается «чистым мясом», его часто используют для чи-кёфте вместо говядины. Его мясо также должно быть обвалено и отделено от хрящей и жира перед приготовлением. Он должен быть освежёван, куплен и приготовлен в тот же день, чтобы обеспечить свежесть. Турки используют чи-кёфте как мезе, поданное охлаждённым. Сырая фрикаделька, или кюфта, не хранится более одного дня и предназначена для особых случаев.
Для фарша используется мелкоизмельченный булгур (из пшеницы дурум или другого сорта). Другими ингредиентами являются репчатый лук, зелёный лук, паприка, петрушка и, как правило, зелёный перец. Варианты блюда могут использовать томатный соус, соус табаско и листья мяты. Изделие формируется в шарики или колбаски. Употребляется с питой, крекерами или лавашом.

## Вариации

### Турция
Это любимая турецкая закуска и специалитет курдов и ассирийцев в юго-восточной Турции.
Булгур замешивают с нарезанным луком и водой, пока он не станет мягким. Затем добавляют томатную и перцовую пасту, специи и хорошо измельчённый фарш из говядины или баранины.
Обезжиренный сырой мясной фарш обрабатывают смесью специй, которая, как говорят, «приготавливает» мясо. Наконец, добавляют зелёный лук, свежую мяту и петрушку. Некоторые кулинары, особенно в Адыямане, не используют воду в своих рецептах, а только кубики льда и лимоны. Одна из пряностей, тесно связанных с чиг-кёфте, это особенно популярная в провинции Шанлыурфа isot (urfa biber, «изотский перец») — очень тёмный перец типа чили, приготовленный особым образом и считающийся незаменимой специей для подлинно местного чиг-кёфте. Вегетарианская версия чиг-кёфте также может быть сделана только с зёрнами булгура. Некоторые повара также добавляют гранатовую патоку или сок. При приготовлении вегетарианских версий вместо isot можно использовать другие специи, такие как зира.
Хотя традиционный рецепт требует мясного фарша, его версия в турецких фаст-фудах по закону, из-за гигиенических соображений, не может быть мясной. Поэтому чиг-кёфте большей частью сегодня является веганским блюдом в Турции. Мясо заменяется молотыми грецкими орехами, фундуком и картофелем.
Как мясные, так и постные рецепты чиг-кёфте предназначены для употребления в тот же день, когда они были приготовлены. Любимый способ употребления чиг-кёфте — с листьями салата и большим количеством айрана, чтобы снять ощущение жжения от этого острого блюда. Также часто подаётся завёрнутый в лепёшку пита.
В городах Турции есть множество небольших ресторанов быстрого питания, специализирующихся только на чиг-кёфте.

### Армения
Чи-кофта (арм. չի քուֆթա) считается деликатесом в армянской кухне, особенно среди армян Ливана и Сирии, при этом нечасто встречаясь в самой Армении, и обычно готовится по особым случаям, особенно во время праздников. В армянских семьях готовят чи-кофту по-разному, в зависимости от исторического региона, из которого они родом, и личных предпочтений. Например, кто-то добавляет больше булгура, а кто-то — больше перечной пасты в зависимости от желаемой остроты.
Традиционные вариации чи-кёфте готовят двумя способами: либо в виде фрикаделек в форме небольшого яйца, либо в виде лепёшек на тарелке с оливковым маслом и измельчённым зелёным луком, как киббе найе. Однако, в отличие от левантийских арабов, армяне не едят чи-кёфте с хлебом.
Существует также вегетарианская разновидность, которая по форме очень похожа на чи-кёфте и имеет похожую текстуру. Хотя её готовят в течение всего года, она особенно популярна во время Великого поста в соответствии с диетическими ограничениями Армянской апостольской церкви.

### США
Чиг-кёфте был завезён в Соединённые Штаты армянскими иммигрантами, и его обычно называют армянским тартаром из говядины (англ. Armenian beef tartare), являясь популярным блюдом кухни армянской диаспоры.

## См.также
Мерджимек кёфтеси